# Săceni, Timiș
Săceni (în maghiară Szécsény) este un sat în comuna Traian Vuia din județul Timiș, Banat, România.

## Legături externe

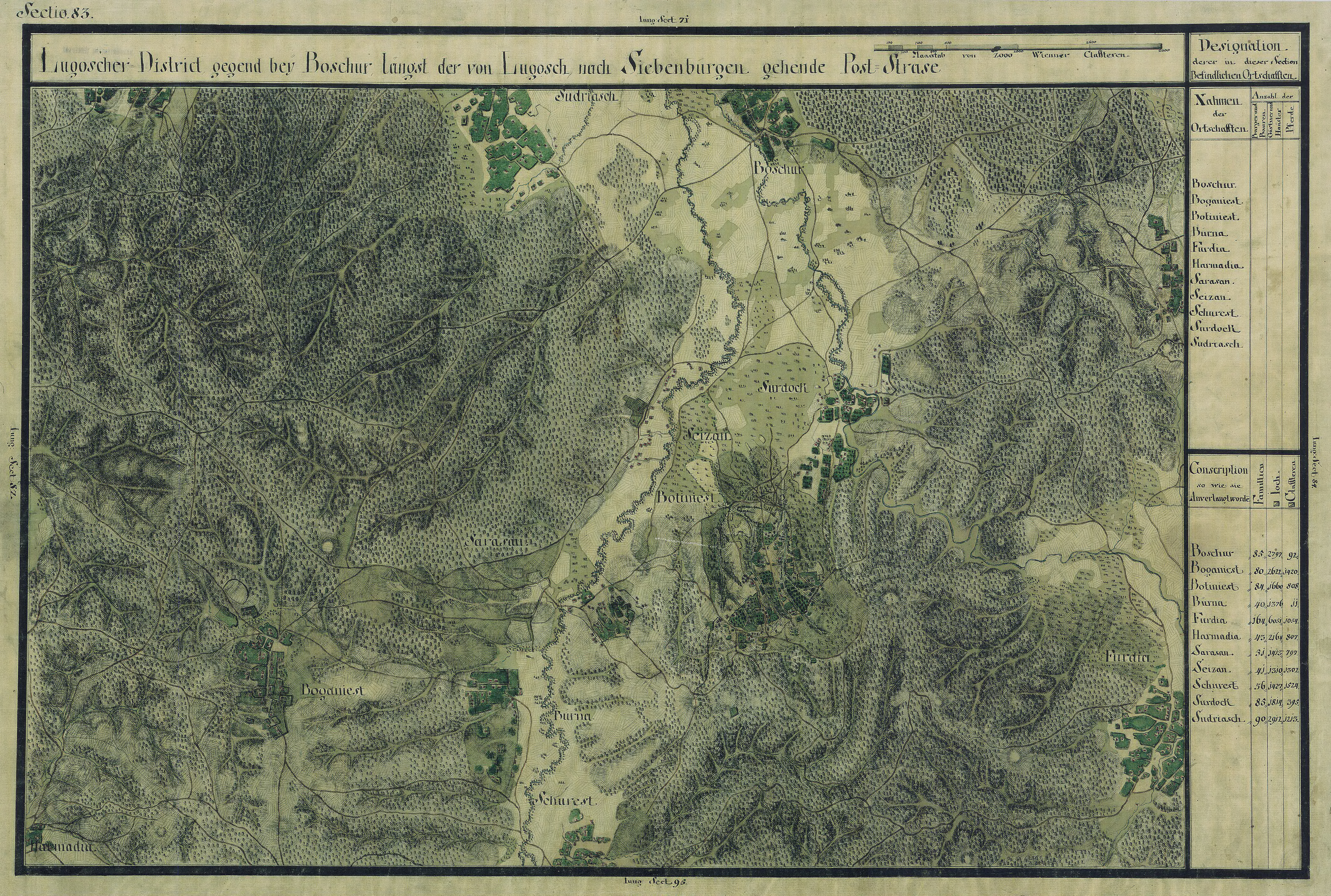
Săceni în Harta Iosefină a Banatului, 1769-72